# Gold and Company Store Building
El Gold and Company Store Building (Golds Building y Gold-Brandeis Building) es un edificio comercial histórico en la ciudad de Lincoln, la capital del estado de Nebraska. Fue construido en 1924 para Gold and Company Store, cofundada por William Gold y administrada más tarde por su hijo Nathan, hasta su fusión en 1964 con J. L. Brandeis and Sons. El edificio fue diseñado en los estilos neogótico y art déco. Ha sido incluido en el Registro Nacional de Lugares Históricos desde el 19 de octubre de 1982.